# Elias Rodriguez
Elias Rodriguez (* 23. August 1964 auf Ponape) ist ein ehemaliger mikronesischer Marathonläufer.

## Biografie
Elias Rodriguez trat bei den Olympischen Sommerspielen 2000 in Sydney im Marathonlauf an. Aus dem 100-köpfigen Teilnehmerfeld mussten 19 Läufer das Rennen vorzeitig beenden. Rodriguez hingegen hielt durch und wurde von 100.000 Zuschauern angefeuert, als er als 81. und somit letzter Athlet die Ziellinie überquerte. Rodriguez war durch seine Teilnahme der erste olympische Leichtathlet seines Landes.
Nach seiner Karriere war er Leichtathletiktrainer von Mikronesien und betreute die Athleten bei den Olympischen Sommerspielen 2016 in Rio de Janeiro.